# Стир, Спенсер
Спенсер Гордон Стир (англ. Spencer Gordon Steer; 7 декабря 1997, Лонг-Бич, Калифорния) — американский бейсболист, инфилдер клуба Главной лиги бейсбола «Цинциннати Редс». На студенческом уровне играл за команду Орегонского университета. На драфте Главной лиги бейсбола 2019 года был выбран в третьем раунде.

## Биография
Спенсер Стир родился 7 декабря 1997 года в Лонг-Биче в Калифорнии. Учился в старшей школе имени Роберта Милликена, в течение четырёх лет играл за её бейсбольную команду. Несколько раз включался в составы сборных звёзд конференции, по итогам последнего сезона карьеры газета Long Beach Press-Telegram признала его игроком года. После окончания школы Стир был выбран клубом «Кливленд Индианс» в 29 раунде драфта Главной лиги бейсбола, но от подписания контракта отказался и поступил в Орегонский университет.

### Любительская карьера
В 2017 году Стир дебютировал в бейсбольном турнире NCAA, став стартовым игроком третьей базы команды. Он сыграл в 54 матчах с показателем отбивания 26,2 %, набрал 35 RBI. Издание Collegiate Baseball включило его в состав символической сборной новичков сезона. В 2018 году он принял участие в 53 играх, отбивая с эффективностью 27,5 %, заработанные им 37 RBI стали лучшим результатом команды.
В 2019 году Стир сыграл в 56 матчах, стал лучшим игроком команды в восьми статистических категориях и установил ряд рекордов университета. По ходу сезона он провёл рекордную для команды 18-матчевую серию с как минимум одним выбитым хитом. Его включили в сборную звёзд конференции Pac-12. Суммарно за карьеру он провёл 163 игры, все в стартовом составе. На момент окончания карьеры Стир входил в пятёрку лидеров «Орегон Дакс» по количеству сыгранных матчей и выбитых даблов, набранные им 129 RBI были рекордным результатом. На драфте Главной лиги бейсбола 2019 года он был выбран «Миннесотой» в третьем раунде.

### Профессиональная карьера
В профессиональном бейсболе Стир дебютировал в 2019 году. Он принял участие в 64 матчах в фарм-командах «Элизабеттон Твинс» и «Сидар-Рапидз Кернелс», где отбивал с результатом 28,0 %. В 2020 году он не принимал участие в официальных играх, так как сезон в младших лигах был отменён из-за пандемии COVID-19. В следующем сезоне он продвинулся до уровня AA-лиги, где выступал в составе «Уичито Винд Сердж» и начал проявлять себя как силовой отбивающий: в 2021 году Стир выбил 24 хоум-рана. В мае 2022 года он был переведён в команду AAA-лиги «Луисвилл Бэтс».
Всего в 2022 году он провёл 83 игры в фарм-системе «Твинс», отбивая с показателем 26,9 % и выбив 20 хоум-ранов. В августе Стир стал одним из четырёх игроков, которых клуб обменял в «Цинциннати Редс» на питчера Тайлера Мале. Второго сентября состоялся его дебют в Главной лиге бейсбола, до конца регулярного чемпионата он сыграл за «Редс» в 28 матчах с эффективностью отбивания 21,1 %. В декабре главный тренер клуба Дэвид Белл на пресс-конференции заявил, что Стир рассматривается как основной третий базовый команды на ближайшие несколько лет.